# MFSB
MFSB (abreviatura de "Mother, Father, Sister, Brother") foi um aglomerado de músicos de estúdio que tocaram em diversas gravações do chamado "Soul da Filadélfia" (Philadelphia Soul) nos anos 70, e mais tarde lançaram músicas de sucesso gravando por conta própria.
Os músicos foram agrupados por Kenny Gamble e Leon Huff para serem os executores dos arranjos nas gravações de seu selo musical "Philadelphia International Records", e deixaram a marca bem característica de seu trabalho, principalmente o som dos metais, nas gravações de grupos como The O'Jays, The Spinners, Harold Melvin & The Blue Notes, e The Stylistics.
Em 1974, a Philadelphia International lançou uma trilha instrumental que foi gravada pela banda como seu tema musical, para o show de TV denominado Soul Train.  A gravação, cujo título é "TSOP (The Sound Of Philadelphia)" foi um sucesso nas paradas pop e R&B, e também um dos marcos da "disco' music". No mesmo ano, lançaram "Love Is The Message", e no ano seguinte, lançaam "K-Jee", incluída na trilha sonora do filme Saturday Night Fever em 1977.

## Discografia
- MFSB (1972)[2]
- Love is the Message (1973)[3]
- Universal Love (1975)
- Philadelphia Freedom (1975)[4]
- Summertime (1976)[5]
- MFSB: The Gamble & Huff Orchestra (1978)
- The End of Phase One (1978)
- Mysteries of the World (1980)